# Пунілья (провінція)
Пунілья (ісп. Provincia de Punilla) — провінція в Чилі у складі регіону Ньюбле.
Включає 5 комун.
Територія — 5203 км². Населення — 106968 осіб (2017). Щільність населення — 20.56 чол./км².
Адміністративний центр - Сан-Карлос.

## Географія
Провінція розташована на північному сході регіону Ньюбле.
Провінція межує:
- на півночі - провінції Каукенес і Лінарес;
- на сході - провінція Неукен (Аргентина);
- Півдні — провінція Дигильїн;
- на заході - провінція Ітата.

## Адміністративний поділ
Провінція включає 5 комун:
1. Койуеко, адміністративний центр - Койуеко.
2. Ньїкен, адміністративний центр - Ньїкен.
3. Сан-Карлос, адміністративний центр - Сан-Карлос.
4. Сан-Фабіан, адміністративний центр - Сан-Фабіан.
5. Сан-Ніколас, адміністративний центр - Сан-Ніколас.